# スティール郡 (ミネソタ州)
スティール郡（英: Steele County）は、アメリカ合衆国ミネソタ州の南部に位置する郡である。郡名はミネアポリスの著名開拓者フランクリン・スティールに因んで名付けられた。2010年国勢調査での人口は36,576人であり、2000年の33,680人から8.6％増加した。郡庁所在地はオワトナ市（人口25,599人）であり、同郡で人口最大の都市でもある。

## 地理
アメリカ合衆国国勢調査局に拠れば、郡域全面積は432.16平方マイル (1,119.3 km2)であり、このうち陸地429.55平方マイル (1,112.5 km2)、水域は2.62平方マイル (6.8 km2)で水域率は0.61％である。ストレート川が郡内を北向きに流れている。ルシュール川は郡南西隅を流れている。ズンブロ川の中支流の水源が郡北東部にある。

### 湖
スティール郡には8つの湖があり、そのうち1つは隣接するドッジ郡にも入っている。

### 主要高規格道路
- 州間高速道路35号線
- アメリカ国道14号線
- アメリカ国道218号線
- ミネソタ州道30号線

### 隣接する郡

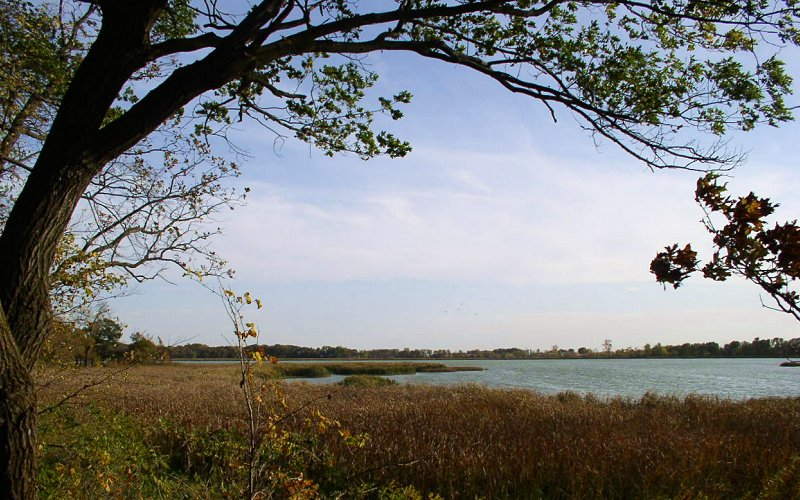
ライス湖州立公園

- ライス郡 - 北
- ドッジ郡 - 東
- モーア郡 - 南東
- フリーボーン郡 - 南
- ワセカ郡 - 西

## 人口動態

人口ピラミッド

以下は2000年の国勢調査による人口統計データである。
| 基礎データ - 人口: 33,680人 - 世帯数: 12,846 世帯 - 家族数: 9,082 家族 - 人口密度: 30人/km2（78人/mi2） - 住居数: 13,306軒 - 住居密度: 12軒/km2（31軒/mi2） 人種別人口構成 - 白人: 95.19% - アフリカン・アメリカン: 1.07% - ネイティブ・アメリカン: 0.10% - アジア人: 0.85% - 太平洋諸島系: 0.02% - その他の人種: 1.65% - 混血: 1.12% - ヒスパニック・ラテン系: 3.76% 先祖による構成 - ドイツ系：38.6％ - ノルウェー系：18.5％ - チェコ系：5.2％ - アイルランド系：5.1％ 年齢別人口構成 - 18歳未満: 27.9% - 18-24歳: 8.2% - 25-44歳: 29.0% - 45-64歳: 21.6% - 65歳以上: 13.3% - 年齢の中央値: 36歳 - 性比（女性100人あたり男性の人口） - 総人口: 97.5 - 18歳以上: 95.0 | 世帯と家族（対世帯数） - 18歳未満の子供がいる: 35.5% - 結婚・同居している夫婦: 59.5% - 未婚・離婚・死別女性が世帯主: 7.4% - 非家族世帯: 29.3% - 単身世帯: 24.6% - 65歳以上の老人1人暮らし: 10.3% - 平均構成人数 - 世帯: 2.57人 - 家族: 3.08人 収入と家計 - 収入の中央値 - 世帯: 46,106米ドル - 家族: 53,981米ドル - 性別 - 男性: 36,3667米ドル - 女性: 25,054米ドル - 人口1人あたり収入: 20,328米ドル - 貧困線以下 - 対人口: 6.2% - 対家族数: 4.2% - 18歳未満: 7.1% - 65歳以上: 7.1% |

## 都市と郡区
| 都市                                                                             | 郡区 | 郡区                                                                    |
| -------------------------------------------------------------------------------- | --- | ----------------------------------------------------------------------- |
| - ブルーミングプレーリー † - エレンデール - メドフォード - オワトナ - 郡庁所在地 | - オーロラ - バーリン - ブルーミングプレーリー - クリントンフォールズ - ディアフィールド - ハバナ - リーモンド | - メドフォード - メリデン - マートン - オワトナ - サマセット - サミット |

- † ブルーミングプレーリー市は隣接するドッジ郡に小部分が入っている。